# Bełżyce
Bełżyce (jid. בעלזשיצע) – miasto w Polsce, w województwie lubelskim, w powiecie lubelskim, siedziba gminy miejsko-wiejskiej Bełżyce. Położone na Równinie Bełżyckiej.
Prywatne miasto szlacheckie lokowane w 1417 roku, położone było w drugiej połowie XVI wieku w powiecie lubelskim w województwie lubelskim. Miasto prywatne Królestwa Kongresowego, położone było w 1827 roku w powiecie lubelskim, obwodzie lubelskim województwa lubelskiego. Miasto zdegradowane w 1869 roku, ponowne nadanie praw miejskich w 1958 roku. W latach 1975–1998 miasto administracyjnie należało do starego woj. lubelskiego.
Miasto jest siedzibą rzymskokatolickiej parafii Nawrócenia św. Pawła Apostoła.

## Położenie

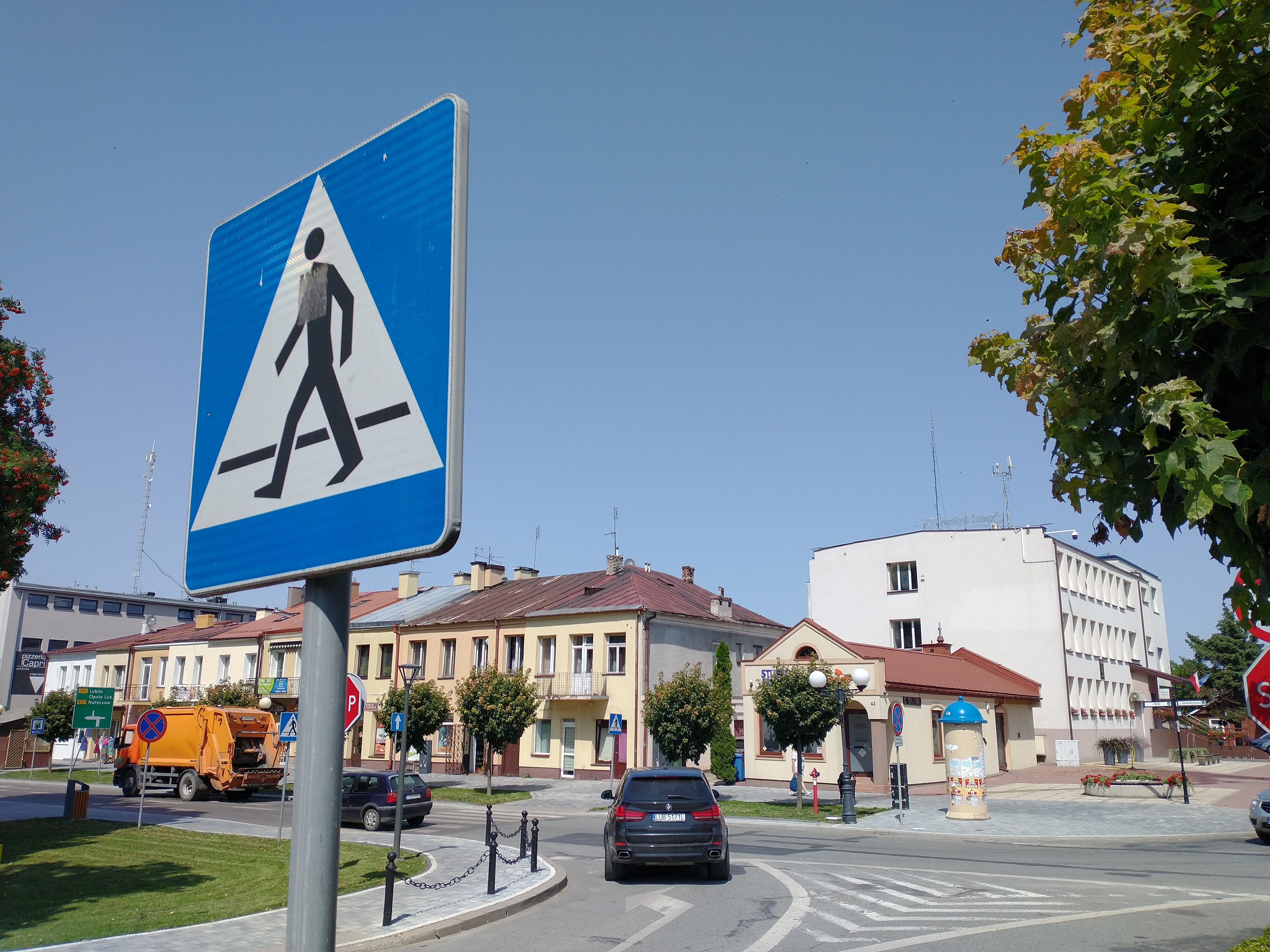
Fragment rynku

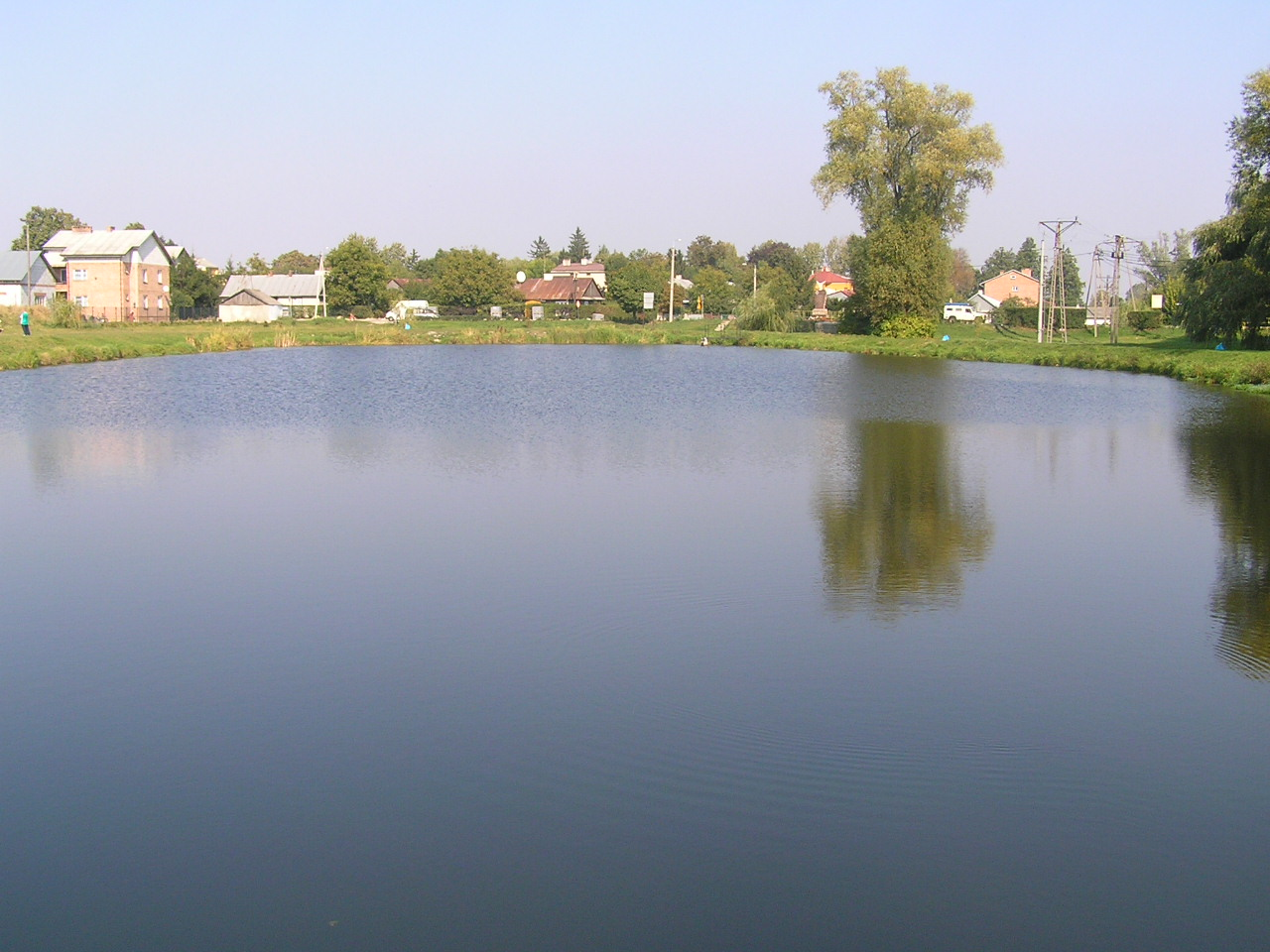
Staw w Bełżycach – widok na zabudowania ul. Kazimierskiej

Miasto położone jest nad rzeką Krężniczanką, która jest dopływem Bystrzycy. Od Lublina oddalone jest o 25 km.
Bełżyce leżą w historycznej Małopolsce, w XIV i XV wieku położone były w ziemi lubelskiej województwa sandomierskiego, zaś w 1474 roku włączono je do województwa lubelskiego.

## Etymologia nazwy
Językoznawcy nie są zgodni co do pochodzenia nazwy Bełżyce. Według Stefana Warchoła pochodzi najprawdopodobniej od imienia Bełz, należącego do naczelnika rodu. Bełżyc to syn Bełza, a Bełżyce to synowie Bełza. Słowo „bełz” oznaczało dawniej „błyszczy”. Stanisław Rospond twierdzi, że nazwa ta może pochodzić też od ukraińskiego belz – głęboka zarośnięta dolina potoku.

## Historia
Czasy prehistoryczne
Pewne jest, że w czasach prehistorycznych na terenie obecnych Bełżyc istniało osadnictwo. Znaleziono tu zabytki pochodzące z przełomu późnego neolitu i początków epoki brązu (koniec III i początek II tysiąclecia p.n.e.). Nie ma wielu szczegółów na temat życia ówcześnie mieszkających tam ludzi, ani ciągłości osadnictwa.
Średniowiecze

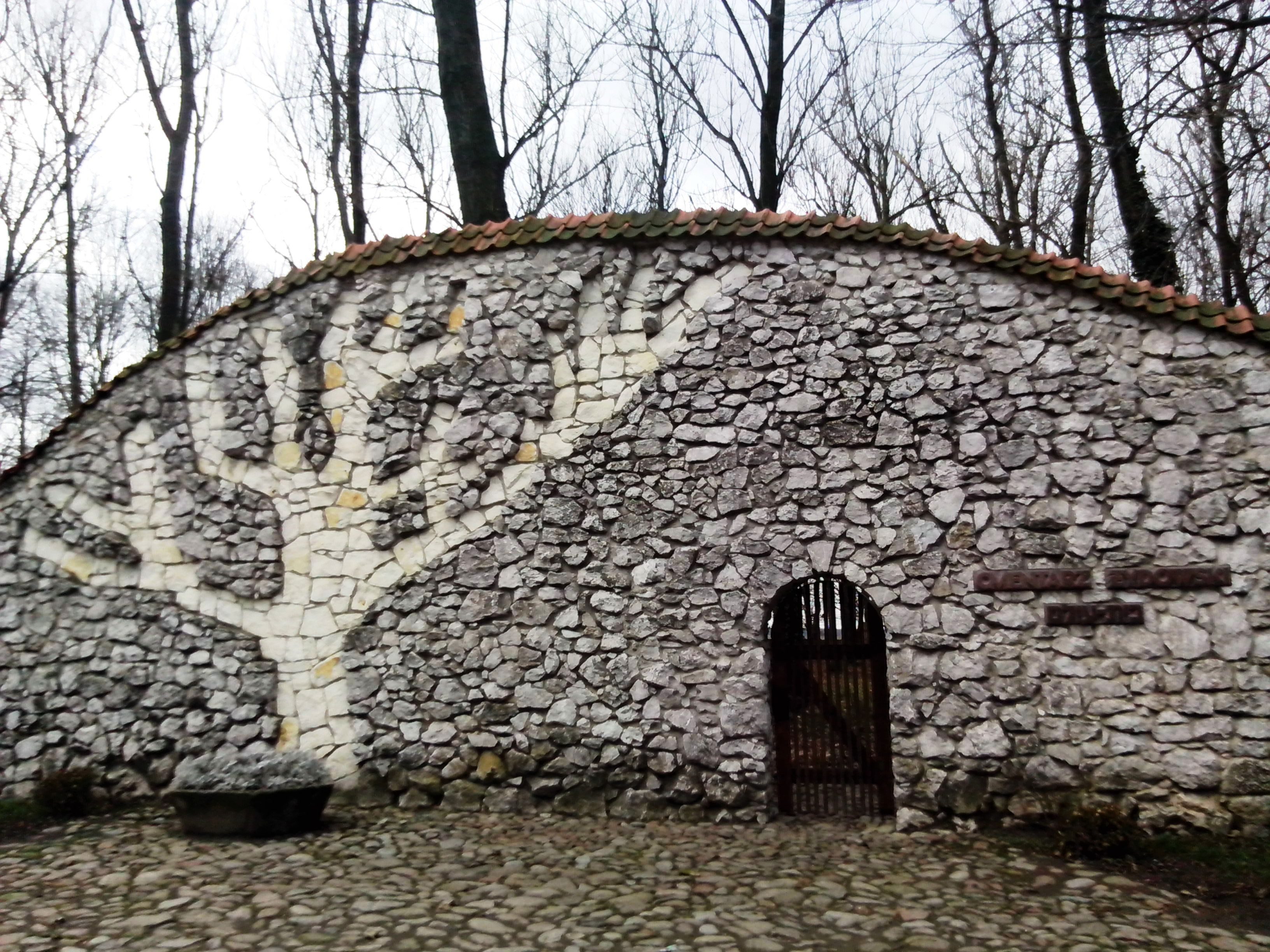
Cmentarz żydowski

Przypuszczalnie na terenie obecnego miasta przed XIV w. powstał gród królewski. Później król oddał go w dzierżawę Dzierżykrajowi z Wielowsi herbu Mądrostki. W 1349 roku trafiła w posagu Dzirżysławy z Wielowsi do Rafała z Tarnowa herbu Leliwa (syna Spycimira, kasztelana krakowskiego). W tymże roku, na wniosek Rafała z Tarnowa, król Kazimierz Wielki wydał dokument, przenoszący osadę z prawa polskiego na niemieckie. Jest tu wymieniana jako Belsszice (Bełzice). W bitwie pod Grunwaldem brały udział chorągwie wystawione przez dziedziców wsi: Jana z Tarnowa i jego brata Spytka. Na 27 kwietnia 1416 roku jest datowana pierwsza wzmianka o istnieniu w granicach dóbr bełżyckich zamku warownego. Budynek umiejscawia się przy granicy dóbr z Jaroszewicami. W 1416 roku rozpoczął się proces lokacyjny miasta. 17 maja 1417 roku król Władysław Jagiełło wydał przywilej lokacyjny. W czasie lokacji miasta erygowana została parafia katolicka, wzniesiono również drewniany kościół parafialny pw. nawrócenia św. Pawła, przy którym od połowy XV w. funkcjonowała szkoła parafialna. Późniejsze rodziny mające miasto w posiadaniu to: Pileccy, Bziccy, Spinkowie, Orzechowscy, Gałęziowscy, Szaniawscy, Osuchowscy, Kossowscy i Brzezińscy. Bełżyce w początkowym okresie po uzyskaniu praw miejskich zasiedlali rolnicy, rzemieślnicy oraz kupcy, a także producenci alkoholu. Od 11 lutego 1432 roku, dzięki przywilejom przymusu drogowego oraz prawa składu miasto prężnie się rozwijało. Żyli tu mieszczanie różnych wyznań i religii: katolicy i prawosławni zajmujący się rolnictwem oraz protestanci zajmujący się rzemiosłem, pod koniec XV w. osiedlili się tu także Żydzi, obsługujący handel na szlaku Kraków–Wilno. W 1446 roku miał tu miejsce zjazd możnowładztwa małopolskiego. Został zorganizowany przez ówczesnego właściciela miasta – Jana Pileckiego oraz właściciela Kurowa – Piotra Kurowskiego. Prawdopodobnie pomysł zwołania zjazdu przedstawiła królowa Zofia. 24 kwietnia 1446 roku uczestnicy zjazdu wystawili dokument, w którym proponowali objęcie polskiego tronu Kazimierzowi Jagiellończykowi. 24 listopada 1464 roku Kazimierz Jagiellończyk nadał miastu prawo do odbywania jarmarków: na św. Małgorzatę Pannę i św. Michała.
Lata dominacji protestanckiej

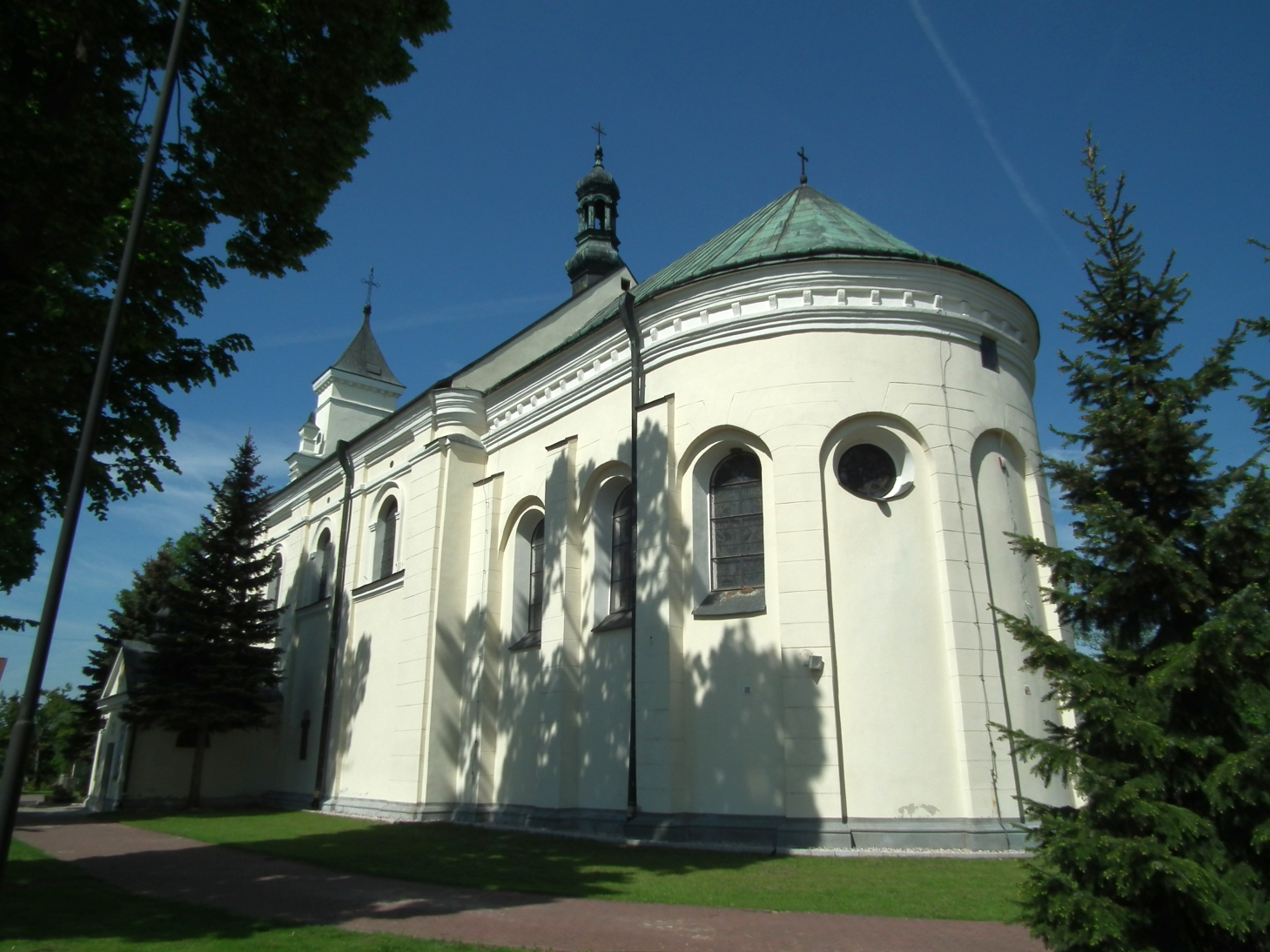
Późnorenesansowy kościół Nawrócenia św. Pawła

W okresie reformacji, w XVI i XVII wieku był to jeden ważniejszych ośrodków małopolskiego kalwinizmu, następnie znaczący ośrodek braci polskich, miejsce zjazdów i synodów, aż do połowy XVII w. W 1558 roku ówczesny właściciel miasta, Andrzej Bzicki przekazał tutejszy kościół w ręce kalwinów. Wydał on mieszczanom nakaz uczestniczenia (pod rygorem grzywny lub więzienia) w nabożeństwach w przekształconym ze świątyni katolickiej zborze. W latach 1618–1663 przy tutejszym zborze działało kalwińskie gimnazjum prowincji małopolskiej. W mieście funkcjonował drewniany wodociąg, doprowadzający wodę ze stawów nad rzeką do zamku i domostw. W 1617 roku dobra bełżyckie wraz z wsiami Będki, Podole i Wzgórze zostały wydzierżawione Mikołajowi Siestrzewitowskiemu za 21 tysięcy złotych na trzy lata. W latach 1620–1630 katolicy podjęli pierwszą, nieudaną próbę odzyskania budynku kościoła. W 1646 roku król Władysław IV Waza wydał przywilej zezwalający na założenie cechu bednarzy i kołodziejów. W 1648 roku miasto zostało spustoszone przez kozaków pod wodzą Bohdana Chmielnickiego. Dokonali oni też pogromu Żydów. Koniec XVII i początek XVIII w. to dla miasta kolejne napaści zbrojne, pożary i tumulty wyznaniowe. Mieszkańcy byli dziesiątkowani epidemiami cholery i tyfusu. 31 lipca 1645 roku miasto od króla Władysława IV uzyskało przywilej organizowania jarmarków: na św. Michała, na NMP Gromniczną i na Niedzielę Śrópostną. W 1654 roku Trybunał Główny Koronny w Lublinie nakazał kalwinom zwrócić katolikom budynek kościoła. Dziedzic Bełżyc (Paweł Bogusław Orzechowski) wybudował nowy zbór, mniejszy i drewniany. W 1662 roku podjęto decyzję o wypędzeniu z Bełżyc braci polskich. 2 czerwca 1667 roku król Jan Kazimierz udzielił zezwolenia na cztery dodatkowe jarmarki w mieście: na Święto Trójcy, na Św. Idziego Opata, na Św. Dominika i Wyznawcy, oraz na Wszystkich Świętych. W 1670 roku został odbudowany i na nowo erygowany budynek kościoła katolickiego. W 1721 roku miała miejsce wizytacja archidiakonatu lubelskiego, z której można się dowiedzieć, że na terenie parafii bełżyckiej było około tysiąca katolików i kilku kalwinów. W 1783 roku miał miejsce pożar zboru kalwińskiego, który zakończył obecność protestantów w mieście. Na początku XVIII w. przez Bełżyce przebiegał szlak przemarszów wojsk szwedzkich i rosyjskich, a także wojsk koronnych i litewskich, którym towarzyszyły rekwizycje i grabieże. Aby ratować chylące się ku upadkowi miasto król August II nadał mu kolejne przywileje.
Pod zaborami

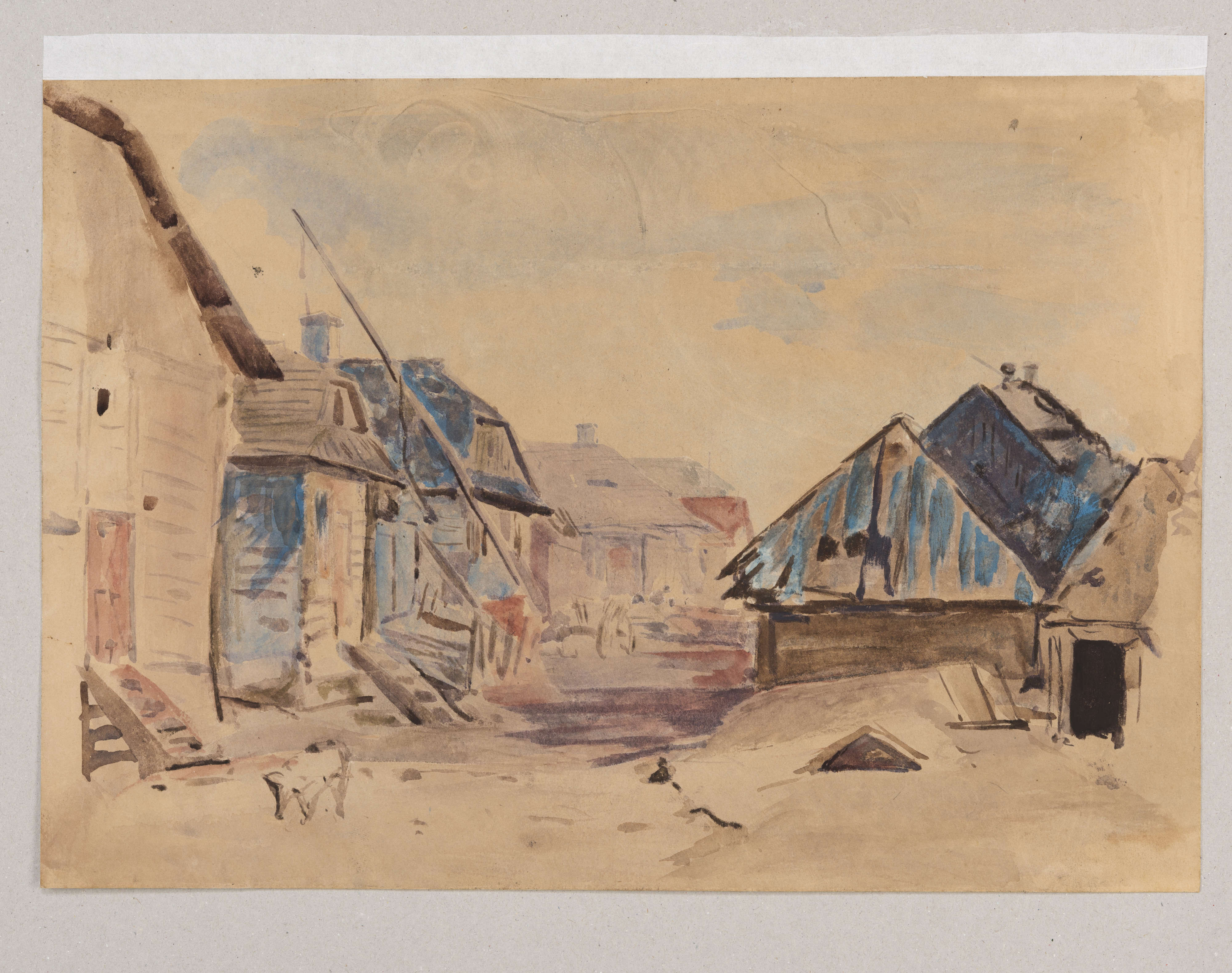
Ulica Klarnera w Bełżycach w 1885, pędzla Józefa Chełmońskiego

 Bełżyce w 1796 roku znalazły się w Galicji Zachodniej (zabór austriacki), od 1810 roku należały do Księstwa Warszawskiego, natomiast od 1816 roku wchodziły w skład Królestwa Polskiego. Do 1821 roku istniała tu fabryka sukiennicza. W 1822 roku miał miejsce pożar kościoła, który wyremontowano dopiero w 1855 roku. W 1829 roku tutejszy zamek został przebudowany na browar i gorzelnię. W 1860 roku miasto zajmowało obszar około 930 ha. Znajdowało się w nim 25 domów murowanych i 115 drewnianych. Był tu: drewniany młyn oraz wspomniane gorzelnia i browar. Właścicielami miasta byli wtedy bracia Witold i Konstanty Brzezińscy. W 1866 roku wybuchł pożar, który strawił 25 budynków. Straty szacowano na 8970 rubli. Miasto straciło prawa miejskie po upadku powstania styczniowego w 1869 roku, a odzyskało w 1958 roku. Od 1874 roku działa tu apteka. W 1913 roku wybuchł pożar, który strawił Bełżyce prawie w całości. Zniszczył on starą synagogę, 12 domów mieszkalnych, 14 stodół, 18 obór i budynek spółdzielni mleczarskiej. Po pożarze w mieście zaczęła funkcjonować straż pożarna, została wybudowana remiza strażacka. W tym samym roku na ul. Prebendarskiej został zbudowany przez rodzinę Szubartowskich duży młyn. W 1917 roku osada Bełżyce była zamieszkana przez 3666 osób, w znacznej części narodowości żydowskiej. Mieściła się tu siedziba władz gminnych i sąd. Działały tu: Towarzystwo Oszczędnościowo-Pożyczkowe z kasą, Stowarzyszenie Spożywców „Gwiazda”, Ochotnicza Straż Ogniowa, trzyklasowa szkoła ludowa, 2 masarnie, 2 herbaciarnie, 4 piwiarnie i kilkanaście sklepów pozostających głównie w rękach żydowskich właścicieli. Bełżyckie rzemiosło składało się wtedy z cechów murarzy, szewców, bednarzy, kowali, stelmachów, krawców i garncarzy. W mieście pracował również lekarz i kilku felczerów. 
II Rzeczpospolita
Po odzyskaniu przez Polskę niepodległości Bełżyce znalazły się w powiecie lubelskim, w województwie lubelskim. W 1919 roku powstał dom parafialny z dużą salą i sceną. W 1922 roku dawne dobra bełżyckie zostały ostatecznie rozparcelowane. W byłym dworze władze miasta otworzyły szpital komunalny, którego prowadzeniem zajmował się dr Szymon Klarner. W 1925 roku zmarł dr Klarner, a jego stanowisko zajął dr Władysław Grażewicz. W 1929 roku w mieście i gminie działały: Spółdzielnia Bankowa „Kasa Spółdzielcza”, Spółdzielnia Budowlana, Stowarzyszenie Spożywców, młyny wodne i wiatraki. W 1936 roku została założona Spółdzielnia Rolniczo-Handlową „Rolnik”, funkcjonowały także spółdzielnie żydowskie. W latach 30. powstała tu elektrownia, która dostarczała prąd mieszkańcom miasta i okolicznych miejscowości.
Okupacja niemiecka

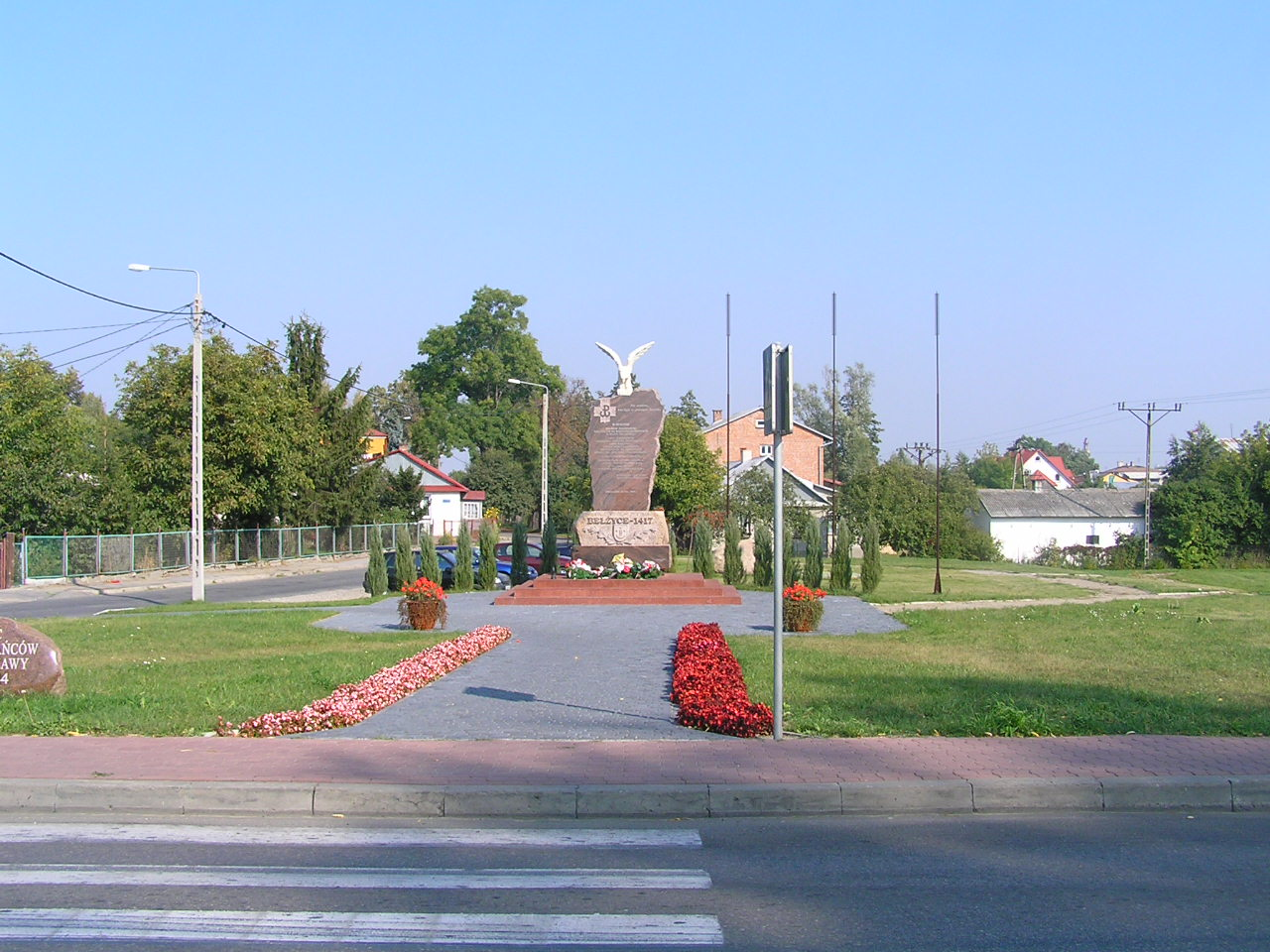
Pomnik Polski Walczącej w Bełżycach

Podczas II wojny światowej, we wrześniu 1939 roku Bełżyce zajęły wojska niemieckie. Miasto znalazło się w dystrykcie lubelskim w Generalnym Gubernatorstwie. W 1940 roku Niemcy założyli w Bełżycach getto, do którego przywieźli Żydów ze Szczecina (300 osób), Krakowa (500 osób) i Lublina (500 osób). W maju 1942 roku dotarł transport z kilkoma tysiącami Żydów z Niemiec. W październiku 1942 roku około 3 tysięcy Żydów zostało wywiezionych do obozu zagłady w Sobiborze. W marcu 1943 roku Niemcy przeprowadzili akcję likwidacji getta, wywożąc wszystkich Żydów do obozu koncentracyjnego Majdanek. Część Żydów rozstrzelano na miejscu, a około 600 wywieziono do obozu pracy przymusowej w Budzyniu. Podczas okupacji hitlerowskiej zginęło tu 3,5 tys. osób, 60% mieszkańców. Na cmentarzu w Bełżycach stoi zbiorowa mogiła więźniów obozu na Majdanku. W 1942 roku budynek gorzelni (dawny zamek) został przebudowany na zakład mleczarski. Nocą 15/16 kwietnia 1944 roku pod Bełżycami miała również miejsce operacja Most I – wywiezienie z Polski 5 osób do Londynu. Na początku sierpnia 1944 roku uruchomiono elektrownię obsługującą Bełżyce i okoliczne miejscowości.
Po 1945
20 lutego 1946 oddział WiN dowodzony przez “Renka” opanował posterunek MO w Bełżycach niszcząc dokumenty i sprzęt. Rozstrzelano komendanta posterunku. 23 czerwca 1946 na polach w pobliżu Bełżyc rozstrzelano referenta wojskowego Starostwa Powiatowego w Lublinie Mieczysława Piątkowskiego. 23 września 1946 – ponad 30-osobowy oddział WiN dowodzony przez zastępcę Hieronima Dekutowskiego – “Zapory” kpt. Aleksandra Głowackiego ps. “Wisła” – opanował posterunek MO w Bełżycach. Po jego zdemolowaniu oddział wycofał się do Lasu Krężnickiego i tu zorganizował zasadzkę na szosie Bełżyce – Chodel. Rankiem 24 września wpadła w nią grupa pościgowa składająca się z 30 żołnierzy z Mazowieckiej Jednostki Korpusu Bezpieczeństwa Wewnętrznego, 20 funkcjonariuszy MO i 3 pracowników Urzędu Bezpieczeństwa. Zginęło 14 żołnierzy i 4 milicjantów, oddział WiN zdobył kilka ciężarówek, radiostację i wiele broni bez strat własnych. W 1947 w mieście wybuchł pożar, spłonęły zabudowania przy ówczesnej ul. Urzędowskiej. W tymże roku w Bełżycach mieszkało 3227 osób. 22 lutego 1947 Hieronim Dekutowski – “Zapora” prowadził, w budynku szkoły w Bełżycach, rozmowę z przedstawicielami Urzędu Bezpieczeństwa, na temat ujawnienia się. 4 sierpnia 1947 grupa z oddziału “Zapory” zastrzeliła w restauracji w Chodlu i komendanta posterunku MO w Bełżycach Bronisława Pikułę, członka PPR. W nocy z 14 na 15 października 1948 grupa ok. 50 ludzi “Zapory” w ubraniach cywilnych i mundurach Wojska Polskiego w Spółdzielni Rolniczo-Handlowej w Bełżycach zarekwirowała materiały włókiennicze, galanteryjne i spożywcze o wartości ok. 200 tys. zł i 1050 zł w gotówce. W grudniu 1948 powstał w Bełżycach Komitet Gminny PZPR. W 1954 rozpoczęto budowę nowej remizy strażackiej. W 1956 osada stała się siedzibą nowo utworzonego powiatu bełżyckiego. W 1958 przywrócono Bełżycom prawa miejskie. W 1971 utworzyła w Bełżycach swój zakład Warszawska Fabryka Maszyn i Urządzeń Przemysłu Spożywczego “Warmasz”. Po 1974 zakład ten przejęła Fabryka Aparatury Mleczarskiej “Spomasz”, specjalizująca się w produkcji maszyn i urządzeń dla przemysłu spożywczego oraz ciepłownictwa; w 2021 zatrudniałą ona 181 osób.
W 1975 po likwidacji powiatów miasto stało się siedzibą gminy. W dotychczasowej siedzibie władz powiatowych rozpoczął pracę szpital. W połowie lat 70. XX w. stworzono nową oczyszczalnię ścieków oraz ujęcie wody, rozbudowano sieć wodociągową oraz kanalizacyjną. Po ogłoszeniu stanu wojennego w 1981, w Bełżycach powstała Miejsko-Gminna Rada Patriotycznego Ruchu Odrodzenia Narodowego. Jej przewodniczącym został Jan Szubartowski. W 1983 doprowadzono do miasta gaz ziemny.
Po 1989
Przed wyborami parlamentarnymi w 1989 w mieście rozpoczął działalność Komitet Obywatelski „Solidarność”, któremu przewodniczył Stanisław Listoś oraz “Solidarność” Rolników Indywidualnych, z przewodniczącym Romanem Jaroszyńskim. W 1990 rozpoczęła działalność „Gazeta Bełżycka”. W 1997 uroczyście obchodzono 580 rocznicę lokacji miasta. 3 maja 2000, w 95 rocznicę urodzin Tadeusza Kościuszki, odsłonięto w Bełżycach jego nowy pomnik, gdyż poprzedni skradziono w marcu 1999.
17 marca 2024 w Bełżycach uroczyście odsłonięto pomnik majora Hieronima Dekutowskiego "Zapory''.

## Zabytki
- zamek – zbudowany ok. 1416 r., obecnie całkowicie przebudowany. Znajduje się tam siedziba Fundacji Zamek Bełżyce[29]
- późnorenesansowy kościół parafialny pod wezwaniem Nawrócenia św. Pawła (prezbiterium wzniesione przed 1650, z nawą budowaną do 1706)
- dawny zajazd z przełomu XVIII i XIX w.
- cmentarz żydowski z XIX w.
- brama do Cmentarza Rzymskokatolickiego
- dwór Brzezińskich wybudowany w latach 40. XIX w. wraz z kompleksem parkowym.

## Kultura

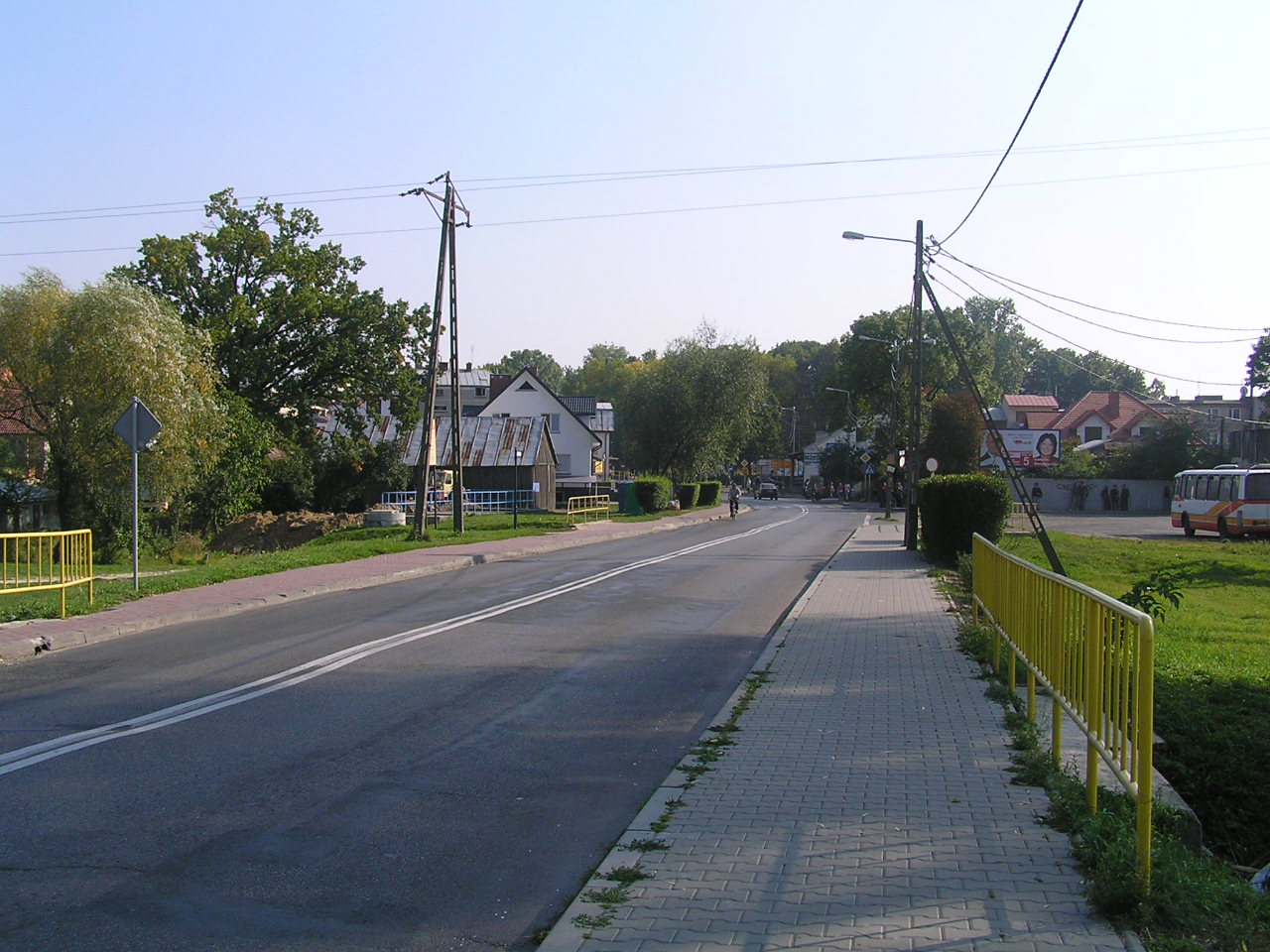
Ulica Kazimierska w Bełżycach

Działania kulturalne w Bełżycach opierają się na dwóch samorządowych instytucjach kultury: Miejsko-Gminnej Bibliotece Publicznej oraz Miejskim Domu Kultury, organizacjach pozarządowych zajmujących się kulturą: Fundacji Zamek Bełżyce, Towarzystwie Przyjaciół Teatru w Bełżycach, Stowarzyszeniu Razem Dla Bełżyc, Stowarzyszeniu Kreatywnych Kobiet „Stokrotka”, Towarzystwie Regionalnym Bełżyc, Społecznej Szkole Muzycznej im. H.Wieniawskiego, a także inicjatywach Parafii Nawrócenia św. Pawła Apostoła w Bełżycach, Ochotniczej Straży Pożarnej oraz lokalnych szkół.
Miejsko-Gminna Biblioteka Publiczna
Samorządowa instytucja kultury powstała w 1949 r. jako Gminna Biblioteka Publiczna, licząca 500 woluminów. W latach 1955–1975 funkcjonowała jako Powiatowa Biblioteka Publiczna. Od 1962 r. biblioteka mieści się w budynku Miejskiego Domu Kultury w Bełżycach. Sieć biblioteczna gminy Bełżyce to wypożyczalnia dla dorosłych, oddział dla dzieci, filia biblioteczna o profilu pedagogicznym w Bełżycach oraz cztery filie wiejskie: w Babinie, Matczynie, Starych Wierzchowiskach i Wronowie. W latach 1974–2002 funkcję Dyrektora pełniła Izabella Kołodziej. Od 2002 r. Dyrektorem jest Magdalena Widelska.
Miejski Dom Kultury
W październiku 1962 roku został oddany do użytku budynek Powiatowego Domu Kultury w Bełżycach, z salą widowiskowo-kinową o 320 miejscach, salą klubową, sceną urządzoną przez teatr im. J. Osterwy i pomieszczeniami dla zespołów artystycznych. Po odebraniu Bełżycom statusu powiatu funkcjonuje jako Miejski Dom Kultury w Bełżycach. Wśród najważniejszych inicjatyw warto wymienić:
- Teatr NASZ
- Koło Kobiet z pasją
- Wieczory z poezją
- Gazeta Bełżycka
- Zespół „Jarzębinki”

Teatr w Bełżycach
Specyficznym wyróżnikiem kultury w Bełżycach są tradycje teatralne sięgające 1913 r. Teatr w Bełżycach ma wymiar społeczny i jest przede wszystkim tworzony przez mieszkańców, a nie przyjeżdżających z zewnątrz artystów. Trzy najważniejsze inicjatywy teatralne w historii miasta to:
- Teatr Bełżyce – założony przez Stanisława Tarczyńskiego, działający w latach 1944–1962
- Teatr NASZ – założony w 1987 r. z inicjatywy Ireny Kawy i Józefa Kasprzaka jako Amatorski Zespół Teatralny, a od 1990 działa pod nazwą Teatr Nasz[43]
- Teatr Logos – założony w 1998 r. z inicjatywy ks. Czesława Przecha

Cykliczne wydarzenia kulturalne
- Scena Dramatyczna – ogólnopolskie spotkanie teatralne odbywające się co roku we wrześniu, trwają dwa dni. Przedsięwzięcie to powstało w 1992[44][45] Współorganizatorami są: Miejski Ośrodek Kultury i Towarzystwo Przyjaciół Teatru w Bełżycach oraz Wojewódzki Ośrodek Kultury w Lublinie[46].
- Dni Bełżyc – odbywają się w mieście co roku w czerwcu. Składa się na nie cykl imprez kulturalno-sportowych organizowanych przede wszystkim na stadionie miejskim. Zazwyczaj trwają trzy dni[47].
- Jarmark Jagielloński – odbył się dwukrotnie w latach 2006–2007 (13 lipca). Obecnie w okresie letnim jest organizowany Dzień Jagielloński.

Bełżyccy twórcy
Bełżyckimi twórcami są:
- Witold Marcewicz – rzeźbiarz
- Marianna Wójtowicz – poetka
- Tadeusz Kasperski – malarz
- Stefan Wójtowicz – malarz
- Józef Kasprzak – reżyser, dramaturg
- ks. Czesław Przech – reżyser, dramaturg, autor pieśni liturgicznych
- Kabaret Fifa-Rafa
- Andrzej Widelski

## Demografia

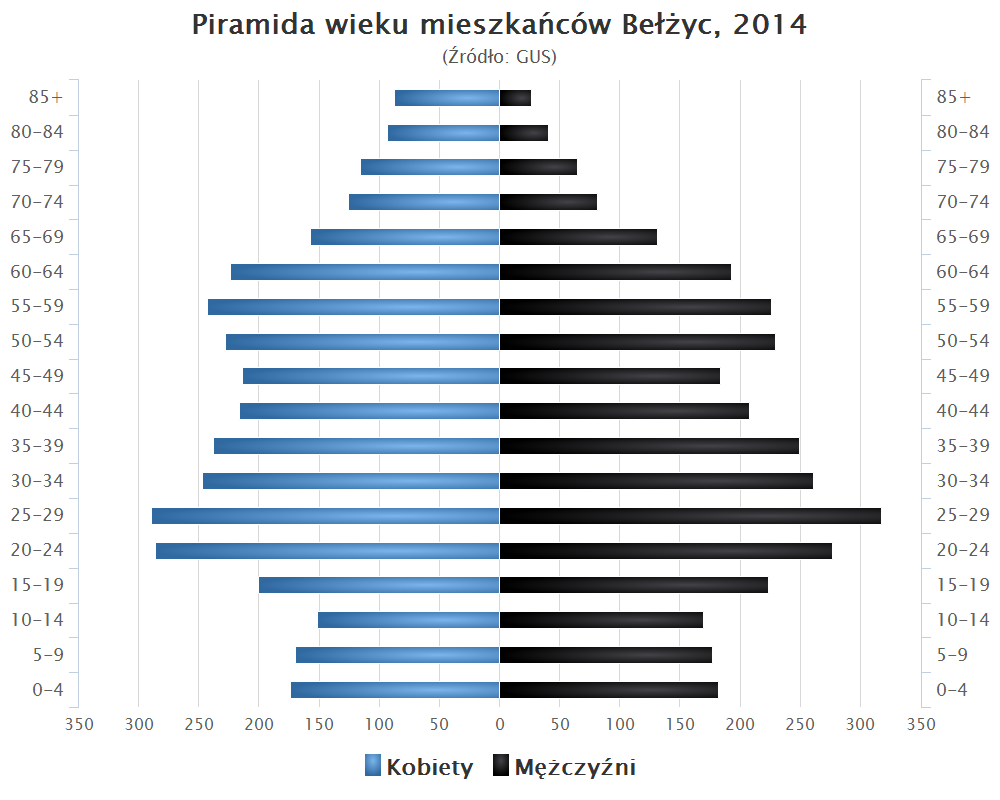
Piramida wieku mieszkańców Bełżyc w 2014 roku

## Służba zdrowia
W Bełżycach funkcjonuje Szpital Powiatowy im. Wojciecha Oczki.
Przy ulicy Przemysłowej znajduje się Samodzielny Publiczny Zakład Opieki Zdrowotnej Nr 1 w Bełżycach, Misją zakładu jest kompleksowe zaspokojenie potrzeb leczniczych, diagnostycznych i rehabilitacyjnych z zakresu lecznictwa otwartego oraz pomocy doraźnej na wysokim poziomie jakościowym i technologicznym dla pacjentów. Przy zakładzie znajduje się pogotowie ratunkowe.
Apteki
W Bełżycach funkcjonuje obecnie 8 aptek.

## Turystyka
Szlaki turystyczne
- Szlak Renesansu Lubelskiego
- Szlak Jagielloński

Szlak rowerowy po gminie Bełżyce

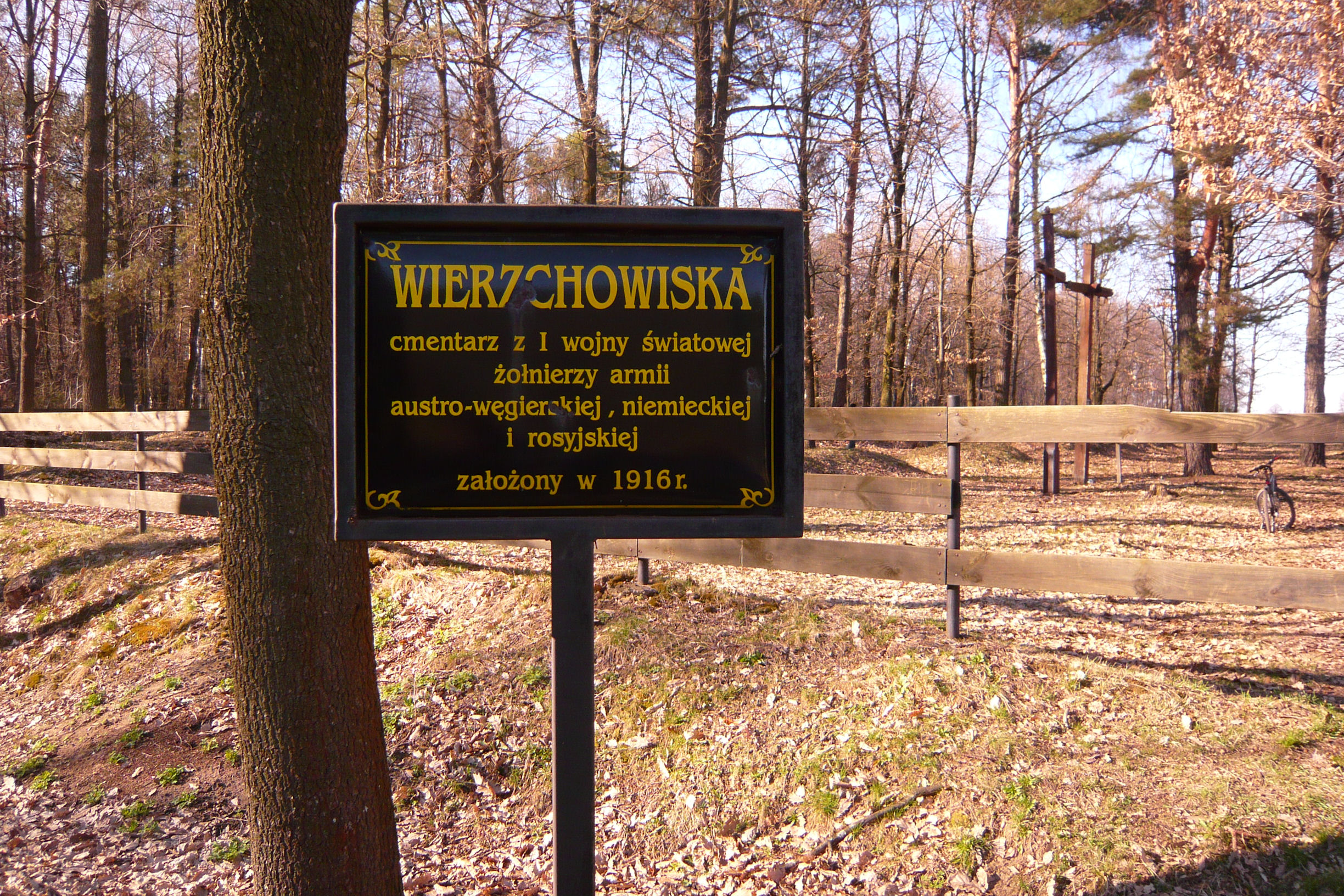
Cmentarz wojenny Wierzchowiska, znajdujący się na trasie szlaku.

W Bełżycach rozpoczyna się Szlak "Rowerem po gminie Bełżyce" o długości ok. 10 km.
Atrakcje po trasie szlaku
- zabytkowa brama neogotycka (cmentarna)
- Kopiec Kościuszki
- dawny cmentarz żydowski
- Cmentarz wojenny w Wierzchowskach
- Obszar chroniony Natura 2000
- Kapliczka św. Jana Nepomucena
- Kapliczka św. Huberta
- Kapliczka Chrystusa Dobrego Pasterza
- Kamień XX lecia Teatru "Nasz"

Miejscowości, które są położone na szlaku
- Bełżyc
- Wierzchowiska Dolne
- Skrzyniec-Kolonia
- Stare Wierzchowiska
- Wierzchowiska Górne

## Edukacja
W Bełżycach znajdują się trzy zespoły szkół, szkoła podstawowa oraz przedszkole.
Szkoła Podstawowa nr 1 im. Jana Pawła II
Szkoła powstała w latach 30. XX w. Na początku mieściła się przy ulicy Bychawskiej. W 1975 przeniosła się z budynku, który dzieliła z Liceum Ogólnokształcącym im. M. Kopernika, na ówczesną ulicę XX-lecia PRL (zmieniona na ks. bp. Tomasza Wilczyńskiego). Do 1984 funkcjonowała jako Zbiorcza Szkoła Gminna. Od 1984 nosiła nazwę Szkoła Podstawowa nr 1, po reorganizacji oświaty w 1999 funkcjonowała jako Zespół Szkół nr 1, a po kolejnej reformie znów nosi nazwę Szkoły Podstawowej. 17 października 2005 szkoła przyjęła imię Jana Pawła II.
Zespół Szkół nr 2 im. Królowej Jadwigi
Szkoła powstała w 1870 na mocy postanowienia władz carskich. Na początku funkcjonowała w drewnianym domu jako szkoła ludowa. Od 1915 była tu 3-klasowa szkoła polska. Po odzyskaniu niepodległości przez Polskę otwarto 4-klasową Szkołę Powszechną. W roku szkolnym 1920/1921 miała 287 uczniów. W 1924 wybudowano nowy obiekt szkolny o 7 izbach lekcyjnych. Powstał on z inicjatywy ówczesnego dyrektora szkoły – Piotra Wiszniewskiego. 5 lutego 1925 budynek został poświęcony. W 1936 przebudowano go uzyskując 4 sale lekcyjne. W 1937 szkoła uruchomiła świetlicę dla młodzieży wiejskiej, a latem 1938 dzieciniec dla dzieci wiejskich. Na początku lat 60. XX w., w ramach akcji 1000 szkół na 1000-lecie Państwa Polskiego wybudowano nowy obiekt szkolny. W latach 1994–1999 placówka funkcjonowała jako Szkoła Podstawowa nr 2 w Bełżycach. 1 września 1999 uchwałą Rady Miejskiej w Bełżycach utworzono Zespół Szkół Nr 2 w Bełżycach składający się ze Szkoły Podstawowej Nr 2 i Gimnazjum Nr 2. We wrześniu 2001 do Zespołu dołączyła Szkoła Filialna we Wronowie.
Zespół Szkół Technicznych im. Tadeusza Kościuszki
Powstała w 1970 jako Zasadnicza Szkoła Rolnicza w Jastkowie. W 1974 została przeniesiona do Babina, a w 1981 do Bełżyc i do 1992 funkcjonowała w budynku Zespołu Szkół w Bełżycach (przy ul. Bychawskiej). Wówczas dyrekcja placówki zdecydowała o przeniesieniu szkoły do obiektów pozostałych po zlikwidowanym Państwowym Ośrodku Maszynowym. W 1996 uregulowano sprawy związane z własnością. W latach 1997–2000 trwała budowa nowego skrzydła szkoły oraz nowej pełno wymiarowej sali gimnastycznej. Od 1999 placówka funkcjonuje jako Zespół Szkół Technicznych im. Tadeusza Kościuszki.
Zespół Szkół im. Mikołaja Kopernika
Krótko przed II wojną światową powstał Komitet Budowy Szkoły. 3 września 1939 odbyło się poświęcenie kamienia węgielnego. Rozpoczęto budowę, którą przerwały działania wojenne. Została wznowiona po wojnie. W październiku 1953 oddano do użytku budynek przeznaczony na internat. Ze zlikwidowanego Liceum Ogólnokształcącego w Garbowie przywieziono rozmaite sprzęty i pomoce dydaktyczne. Szkoła funkcjonowała wtedy jako Szkoła Podstawowa i Liceum Ogólnokształcące w Bełżycach. W roku szkolnym 1956/1957 przystąpiono do budowy sali gimnastycznej, którą oddano do użytku w 1959. W 1967, w wyniku reorganizacji szkolnictwa, nastąpił podział administracyjny szkoły: wyodrębniono Szkołę Podstawową oraz Liceum Ogólnokształcące. W 1973 placówka przyjęła imię Mikołaja Kopernika. Od 1974 w obiektach szkoły rozpoczęła działalność Zasadnicza Szkoła Zawodowa, działająca jako filia Zasadniczej Szkoły Zawodowej Nr 2 w Lublinie. W 1975 budynek opuściła Zbiorcza Szkoła Gminna. W 1979 rozpoczęto kapitalny remont budynku, podjęto też decyzję o likwidacji internatu. 13 kwietnia 1975 odbyła się uroczystość wręczenia sztandaru szkoły, który ufundował Państwowy Ośrodek Maszynowy w Bełżycach. 22 marca 1980 utworzono Zespół Szkół w Bełżycach. W jego skład weszły: Liceum Ogólnokształcące, Zasadnicza Szkoła Zawodowa i Technikum Mechaniczne dla pracujących. W 1983 powołano 5-letnie Technikum Mechaniczne. 1 września 1987 uruchomiono Technikum Mechaniczne. W listopadzie 1995 w ramach Zasadniczej Szkoły Zawodowej otwarto Stację Kontroli Pojazdów i Dział Naprawy Samochodów. W roku szkolnym 2000/2001 rozpoczęła działalność Policealna Szkoła Zawodowa kształcąca w zawodzie technik informatyk. 19 grudnia 2001 na mocy uchwały Rady Pedagogicznej imię Mikołaja Kopernika, które dotychczas przysługiwało Liceum Ogólnokształcącemu, przyjął cały Zespół Szkół. W latach 2005–2007 w szkole powstały dwie nowe pracownie komputerowe i dwa centra multimedialne. W 2009 utworzono Technikum kształcące w zawodzie technik informatyk. W tym samym roku ukończono budowę nowej klatki schodowej, szatni i sali konferencyjnej, zaadaptowano również dawną halę warsztatów szkolnych na salę sportów siłowych.
Samorządowe Przedszkole Publiczne
W maju 1919 otwarto ochronkę dla dzieci przy ul. Polnej. W 1948 powołano jedno-oddziałowe przedszkole z siedzibą przy ul. Lubelskiej, a w 1965 zostało przekształcone w dwuoddziałowe. W 1987 przedszkole przeniesiono do obecnej siedziby, przy ul. Bychawskiej.

## Sport
Miejscowe Centrum Kultury Fizycznej i Sportu jest organizatorem wielu imprez sportowych, takich jak np. Bełżycka Liga Piłki Halowej, Liga Tenisa Stołowego. W hali sportowej, mieszczącej się przy Zespole Szkół NR1 rozgrywane są turnieje, różnych dyscyplin sportowych. Przez miasto kilka razy przebiegała trasa Tour de Pologne.

### Narciarstwo
W Bełżycach działa Bełżyckie Towarzystwo Narciarskie.

### Unia Bełżyce
Klub piłkarski powstał 25 kwietnia 1970. Wtedy to w ówczesnym Powiatowym Domu Kultury odbyło się pierwsze zebranie założycielskie. 6 maja 1970 wybrano pierwszego prezesa, Czesława Bartuzi, ustalono plan pracy oraz zaproponowano powołanie komisji budowy obiektów sportowych przy klubie. Uruchomiono następujące sekcje: piłki nożnej, zapasów, piłki siatkowej i tenisa stołowego. 24 czerwca 1970 Prezydium Wojewódzkiej Rady Narodowej w Lublinie zatwierdziło nazwę stowarzyszenia na Międzyzakładowy Ludowy Klub Sportowy w Bełżycach i wpisało je do rejestru stowarzyszeń i związków Urzędu Spraw Wewnętrznych pod nr 296. W 1974 dokonano zmiany w statucie klubu, ustalając nową nazwę na Międzyzakładowy Ludowy Klub Sportowy „Unia” Bełżyce. W sezonie 1974/1975 klub grał w klasie B i uzyskał awans do wyższej klasy rozgrywkowej, z której spadł rok później. W wyniku reorganizacji rozgrywek w sezonie 1976/1977 „Unia” trafiła do grupy wschodniej klasy B. Zespół był wtedy kierowany przez trenera Szczepana Bogusza. Klub znów uzyskał awans o szczebel wyżej i grał na nim przez kilka kolejnych sezonów. Od sezonu 1991/1992 drużyna występowała w lubelskiej klasie okręgowej. Od 1994 klub jest jedno-sekcyjny, działa tylko sekcja piłki nożnej. 28 czerwca 1996 odbył się w Bełżycach Dzień Piłkarza zorganizowany przez działaczy klubu w związku z zakończeniem sezonu rozgrywkowego 1995/1996. Po sezonie 2001/2002, w wyniku połączenia MLKS Unii Bełżyce z BKS Lublin, zespół przyjął nazwę BKS Unia Bełżyce. Rok później zespoły rozdzieliły się, jednak dawna Unia przyjęła nazwę BKS Unia Bełżyce. W 2009 zostały wyremontowane trybuny stadionu, zapowiedziano też zmodernizowanie w przyszłości murawy. Klub został zlikwidowany po sezonie 2011/2012.
Od 2021 r. klub "Tęcza Bełżyce" (wcześniej "Tęcza Zagórze") podjął decyzję by kontynuować lokalną tradycję i występować pod nazwą Unia Bełżyce.

### Tęcza Bełżyce
Klub piłkarski Tęcza Bełżyce powstał od sezonu 2013/2014 w wyniku przekształcenia klubu Tęcza Zagórze, który wywalczył awans z klasy A do klasy okręgowej. Zespół rozgrywa mecze na stadionie w Bełżycach i oparł swój skład o dawnych zawodników Unii Bełżyce. W grudniu 2020 r. klub wybrał nowe władze i podjął decyzję by od roku 2021 grać pod historyczną nazwą Unia Bełżyce.

## Miasta partnerskie
Miasta partnerskie Bełżyc to:
- Báránd
- Brody (od 2007)
- Šaštín-Stráže
- Szczerzec

## Infrastruktura
Transport drogowy
Obok miasta (obwodnicą) przebiega droga wojewódzka nr 747 łącząca Lublin z Iłżą w województwie Mazowieckim, droga wojewódzka nr 827 – do Nałęczowa oraz droga wojewódzka nr 834 – do Bychawy. Najbliższe stacje kolejowe znajdują się w odległym o 14 km od Bełżyc Motyczu oraz w Niedrzwicy Dużej. 12 km od Bełżyc znajduje się lotnisko Lublin-Radawiec.
Ulice w Bełżycach